# Жуантобе (Осакаровський район)
Жуантобе́ (каз. Жуантөбе) — село у складі Осакаровського району Карагандинської області Казахстану. Входить до складу Жансаринського сільського округу.
Населення — 53 особи (2021; 99 у 2009, 221 у 1999, 256 у 1989).
Національний склад станом на 1989 рік:
- казахи — 100 %.